# Курильское течение

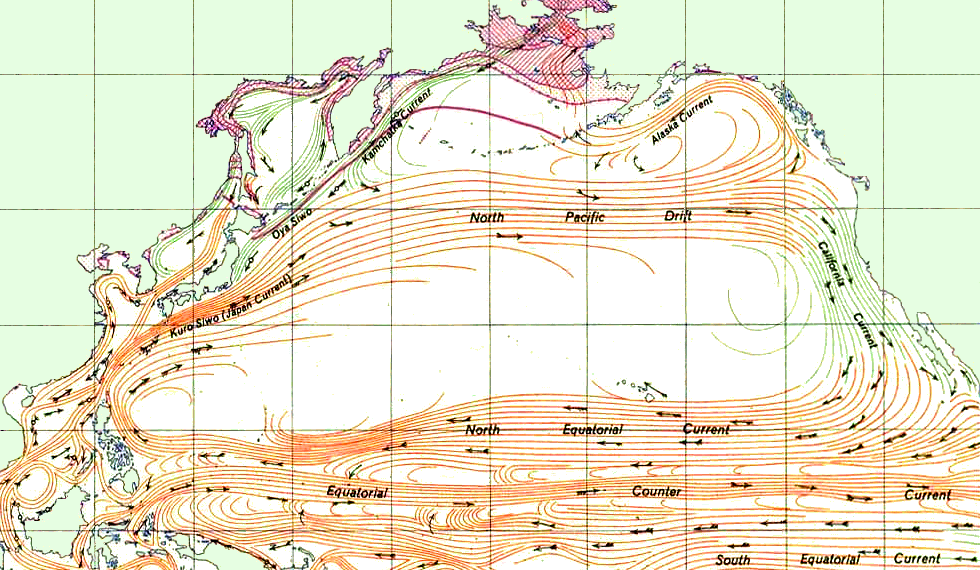
Северное Тихоокеанское течение

Кури́льское тече́ние, или Ояси́о (яп. 親潮) — холодное течение на северо-западе Тихого океана.
Берёт начало в водах Северного Ледовитого океана. На юг доходит до восточного побережья Японии, где сталкивается с тёплым течением Куросио, в результате чего образуется мощное Северное Тихоокеанское течение.
Курильское течение оказывает существенное влияние на климат Дальнего Востока, в особенности Камчатки и Чукотки, где северный предел распространения лесов сдвинут на 10 градусов южнее, чем на аналогичных широтах в Сибири. Вместе с тем район, где протекает Оясио, является одним из богатейших в мире по запасам рыбы и морепродуктов.
Протекает вдоль Камчатки, Курил и Японских островов. Его ответвления входят и в Охотское море по проливам между островами Кетой, Симушир и Уруп, смешиваясь здесь с водами тёплого течения Соя, которое в неогене существенно ослабло под давлением Оясио.
Скорость течения колеблется от 0,25—0,35 м/с (0,9—1,3 км/ч) летом до 0,5—1,0 м/с (2—4 км/ч) зимой. Ширина течения у оконечности острова Хонсю составляет около 56 км. Здесь Оясио сталкивается с тёплыми водами Куросио, и, создавая водовороты, уходит в Тихий океан.

## См.также
- Курильская островная дуга
- Курильские проливы
- Соя